# Relações entre Alemanha e China
As relações sino-alemãs foram formalmente estabelecidas em 1861, quando a Prússia e o Império Qing incluíram o primeiro tratado sino-alemão durante a expedição de Eulenburg. Dez anos depois, o Império Alemão foi fundado e o novo estado herdou o antigo tratado prussiano. As relações eram, no geral, geladas, com a Alemanha se unindo às potências imperialistas como a Grã-Bretanha e a França na criação de esferas de influência no império chinês.
Os alemães também participaram do esmagamento da Rebelião dos Boxers. Após a Primeira Guerra Mundial, as relações melhoraram gradualmente à medida que os assessores militares alemães ajudavam o Exército Nacional Revolucionário Chinês do governo de Kuomintang, embora isso mudasse gradualmente durante a década de 1930, quando Adolf Hitler se aliou ao Japão. Após a Segunda Guerra Mundial, a Alemanha foi dividida em dois estados: uma Alemanha Ocidental capitalista e uma Alemanha Oriental comunista. As tensões da Guerra Fria levaram à aliança da Alemanha Ocidental com os Estados Unidos contra o comunismo e, portanto, aliados contra a China. A parte oriental foi aliada através da União Soviética com a China. Após a reunificação alemã, as relações entre a Alemanha e a China melhoraram gradualmente.
De acordo com uma pesquisa da BBC World Service de 2017, 84% do povo chinês vê a influência da Alemanha de forma positiva, em comparação com 13% que a veem negativamente, enquanto apenas 20% dos alemães veem a influência da China positivamente, com 35% expressando uma visão negativa. Uma pesquisa realizada em 2019 pelo Pew Research Center descobriu que 56% dos alemães tinham uma visão desfavorável da China.

## Comércio
A Alemanha é o maior parceiro comercial e exportador de tecnologia da Europa, e o montante do investimento alemão na China ocupa o segundo lugar entre os países europeus, depois do Reino Unido.
A China é o maior parceiro comercial da Alemanha, substituindo os Estados Unidos desde 2017.
O volume comercial entre China e Alemanha ultrapassou os 100 bilhões de dólares em 2008. Em 2014, a chanceler alemã Angela Merkel havia visitado a China em missões comerciais sete vezes desde que assumiu o cargo em 2005, sublinhando a importância da China para a economia alemã.
Em 2018, a Mercedes-Benz pediu desculpas à China por citar Dalai-Lama no Instagram.